# Роккетта-а-Вольтурно
Рокке́тта-а-Вольту́рно (итал. Rocchetta a Volturno) — коммуна в Италии, располагается в регионе Молизе, в провинции Изерния.
Население составляет 1072 человека (2008 г.), плотность населения составляет 45 чел./км². Занимает площадь 24 км². Почтовый индекс — 86070. Телефонный код — 0865.
Покровительницей коммуны почитается Пресвятая Богородица (Santa Maria Delle Grotte), празднование 22 августа.

## Демография
Динамика населения:

## Администрация коммуны
- Официальный сайт: http://www.comune.rocchettaavolturno.is.it/